# Husův sbor (Přepeře)
Husův sbor v Přepeřích je sborem (kostelem) Církve československé husitské. Nachází se v severozápadní části Přepeř u Turnova v okrese Semily.

## Historie
Základní kámen byl položen v roce 1925, ale kvůli nedostatku financí a stavebním průtahům došlo ke slavnostnímu otevření svatostánku až v roce 1935. Kůr byl dokončen ještě o rok později.
V současnosti (2023) sbor stále slouží svému původnímu účelu; navíc se v něm konají příležitostně koncerty.

## Popis
Sbor je stavbou s obdélníkovým půdorysem, na který navazuje taktéž obdélný objekt fary a zimní modlitebny. Štíty sboru mají zvlněné okraje a hlavní vstup kryje valbová stříška spočívající na výrazných sloupech. Střecha je sedlová, dominuje jí sanktusník. Chrámová loď má neckovou klenbu; stěny lodi slouží jako kolumbárium.
Stavba svými dispozicemi připomíná domy jihočeské návsi či klasické evangelické toleranční kostely. V rámci původních staveb Církve československé husitské je díky tomu stavbou netypickou. Sbor nepožívá památkové ochrany.